# Edmund Cooper (Politiker)
Edmund Cooper (* 11. September 1821 in Franklin, Tennessee; † 21. Juli 1911 in Shelbyville, Tennessee) war ein US-amerikanischer Politiker. Zwischen 1866 und 1867 vertrat er den Bundesstaat Tennessee im US-Repräsentantenhaus.

## Werdegang
Edmund Cooper war der ältere Bruder von US-Senator Henry Cooper (1827–1884). Bis 1839 besuchte er das Jackson College in Tennessee. Nach einem anschließenden Jurastudium an der Harvard University und seiner Zulassung als Rechtsanwalt begann er ab 1841 in Shelbyville in seinem neuen Beruf zu arbeiten. Gleichzeitig schlug er eine politische Laufbahn ein. Im Jahr 1849 war er Abgeordneter im Repräsentantenhaus von Tennessee. Im Vorfeld des Bürgerkrieges war er Anhänger der Union und Wahlmann der Constitutional Union Party bei den Präsidentschaftswahlen von 1860. Im Jahr 1861 war Cooper Delegierter auf einem Kongress zur Überarbeitung der Verfassung von Tennessee. 1865 wurde er noch einmal in das Repräsentantenhaus seines Staates gewählt.
Nach der Wiederaufnahme Tennessees in die Union wurde Cooper als Unionist im vierten Wahlbezirk seines Staates in das US-Repräsentantenhaus in Washington, D.C. gewählt, wo er am 24. Juli 1866 sein neues Mandat antrat. Da er bei den regulären Kongresswahlen des Jahres 1866 nicht bestätigt wurde, konnte er bis zum 3. März 1867 nur die laufende Legislaturperiode im Kongress beenden. Diese waren von den heftigen Auseinandersetzungen zwischen der Republikanischen Partei und Präsident Andrew Johnson geprägt.
Zwischen 1867 und 1869 arbeitete Edmund Cooper als stellvertretender Finanzminister für die Bundesregierung. In den folgenden Jahren praktizierte er wieder als Anwalt. Er starb am 21. Juli 1911 in Shelbyville, wo er auch beigesetzt wurde.